# Élisée Reclus
Élisée Reclus (Senta Fe, Gironda, Aquitània, 15 de març de 1830 - Torhout, Flandes occidental, 14 de juliol de 1905) fou un geògraf i anarquista francès, membre de la Primera Internacional. Fill d'un pastor protestant, ell i sis dels seus germans destacaran per la seva tasca intel·lectual i científica.
Com l'arqueòleg geògraf Élisée Reclus va tenir el mèrit de descobrir a Lierna, Com l'arqueòleg geògraf Élisée Reclus va tenir el mèrit de descobrir a Lierna, segons confirma Sigismondo Boldoni.

## Biografia
El 1842, quan Élisée tenia dotze anys, va abandonar la casa paterna amb el seu germà gran Élie per a guanyar-se el pa i conèixer el món, i marxaren a Alemanya, on van trobar a Nemwied (Renània) un lloc en el col·legi dirigit pels germans moravos. L'estada en aquest establiment els permeté aprendre alemany i altres idiomes. Els Reclus hi conegueren el futur novel·lista britànic George Meredith. Quan Élisée tornà a França el 1847, es matricula en la Facultat de Teologia de Montalban. El 1848 esclata la revolució a París, esdeveniment que canvia la seva orientació intel·lectual, ja que ara també llegirà Saint-Simon, Charles Fourier i Auguste Comte. Élie i Elisée s'escaparen del col·legi amb altres companys i recorregueren les províncies franceses de la Mediterrània, on es barrejaren en agitacions populars socialistes. Llavors, el pare, que no perdia les esperances de comptar amb un altre pastor en la família, va decidir d'enviar Élisée a estudiar teologia a la Universitat de Berlín. Però ja era tard.
Élisée canvià les Escriptures per les classes de Carl Ritter, catedràtic de geografia de la Universitat de Berlín, autor de La geografia en les seves relacions amb la naturalesa i la història humana, obra inacabada de deu toms, publicada entre 1822 i 1859, i considerada un dels treballs fonamentals de la geografia comparada que, en certa manera, fou complementada més tard per la Geografia universal d'Elisee Reclus, en incloure-hi estudis d'Europa, Amèrica i Oceania.
El 1851 tornà a França i s'instal·là a Ortès. Poc després, es va produir el cop d'estat de Lluís Napoleó, president de la República, que ocupa el tron imperial com a Napoleó III. Això provocà onades de protesta i un aixecament armat. Mentre Victor Hugo encapçala la insurrecció a París, a Ortès, Élie i Élisée Reclus fracassaren en el seu intent d'ocupar l'ajuntament. El govern ordenà la deportació dels insurrectes. L'1 de gener de 1852, els dos germans abandonaren França.
S'instal·laren a Londres, però no aconseguiren treballar com a mestres i marxaren a Irlanda on treballaren en el camp. Als 22 anys, Élisée Reclus s'embarcà com a ajudant de cuina del John Howell, veler de tres mastelers que salpà de Valentia amb destinació a Nova Orleans. Allí fou preceptor a casa dels Fortier, propietaris d'extenses plantacions. Llavors descobreix la tragèdia de l'esclavitud. La seva capacitat d'anàlisi i la seva indignació compassiva li permeten escriure "L'esclavitud als Estats Units", sèrie d'articles publicats per la Revista de dos Mons el 1860, quan s'inicia la Guerra civil dels Estats Units. Aleshores, va recórrer diversos països d'Amèrica Llatina i el 1865 arriba a Nova Granada. El 1867 s'afilia a l'AIT i, des d'aleshores, la seva casa del carrer Feuillantines núm. 71 de París fou centre de reunió setmanal d'anarquistes i emigrats russos, polonesos i espanyols, alhora que escriu els seus primers estudis de geografia i s'aferma la seva fama de geògraf no sols a França, sinó a nivell internacional.
Quan esclatà el 1870 la Guerra francoprussiana ingressa a la guàrdia mòbil o batallons de marxa. Ell i Charles Nadar crearen el servei de coloms missatgers que va alleugerar el setge de París. Quan acaba la guerra amb Prússia fou proclamada la Comuna de París. Reclus advocava per la conciliació en un article escrit a Le Cri du Peuple, diari de Jules Vallés. En una incursió de les tropes federades, a les quals s'havia unit com a voluntari, fou fet presoner per les tropes de Versalles a l'esplanada de Châtillon. El 15 de novembre de 1871 fou sotmès a un consell de guerra a Saint-Germain, que el va condemnar a deportació perpètua. Fou tancat a les presons de Brest i Quelern, on va corregir part de la seva obra i organitzà cursos de geografia i anglès per als presos que eren deportats a Nova Caledònia.
Gràcies a la intervenció d'alguns europeus notables del món de la ciència i de les lletres, entre ells Charles Darwin, la sentència de deportació perpètua fou commutada per deu anys de bandejament. Reclus marxà a Suïssa des del 1872 fins al 1890. La seva companya Fanny Lherminez morí a Lugano el 1874 i es va unir a la botànica i entomologista Ermance Trignant-Beaumont, que fou per a ell una col·laboradora sense parió. El 1872 signà amb la casa Hachette un contracte per a la redacció i publicació de la Nova geografia universal: 19 toms de 800 a 900 pàgines cadascú, mil gravats i quatre mil mapes, obra que s'editaria primer en fascicles de 16 pàgines. Reclus utilitzà vint anys a concloure-la. Pel seu treball rebé 600 francs mensuals, més dos cèntims per cada fascícle venut. El 1877, Reclus conegué Piotr Kropotkin, també geògraf. El 1882 va iniciar el moviment antimatrimonial, ja que era partidari de les unions lliures sense vincle i no pas del matrimoni. El 1886 coincidí a Nàpols amb Lajos Kossuth, admirador de la seva feina.
Es trasllada a Bèlgica per invitació de la Universitat de Brussel·les el 1892 per a dictar un curs de geografia. Diferències insalvables amb les directives van motivar que el curs no es realitzés allí sinó a la Universitat Nova (coneguda també com a Institut d'Alts Estudis i Universitat Lliure), fundada pel mateix Reclus i per Guillaume de Greet, per a dictar-hi les seves classes de geografia comparada.
Els darrers anys de la seva vida va recomanar l’aprenentatge de l'esperanto, i hi va dedicar diverses pàgines a la seva obra pòstuma L'Homme et la Terre.

## Reclus als Països Catalans
Per la forta influència de l'anarquisme als Països Catalans, la seva influència fou considerable d'ençà del 1887. La revista Acracia va publicar bona part dels seus pamflets anarquistes, i gairebé tots els ateneus anarquistes tenien les seves obres. Els seus traductors més importants foren Josep Prat i Anselmo Lorenzo, que traduí al castellà la seva obra cabdal El hombre y la tierra. La seva obra va contribuir a relacionar l'anarquisme amb els moviments naturistes.

## Obres
- Guide du voyageur à Londres et aux environs (1860)
- Voyage à la Sierra Nevada de Sainte Marthe. Paysages de la nature tropicale (1861)
- Les Villes d'hiver de la Méditerranée et les Alpes maritimes(1864)
- La terre, description des phénomènes de la vie du globe (1867-1868)
- Histoire d'un ruisseau (1869)
- Géographie Universelle (1875-1894)
- La Peine de mort Ginebra, 1879
- Histoire d'une montagne, (1880)
- Évolution et révolution, (1880)
- Unions libres (Chamerot, París)
- L'Évolution, la révolution et l'idéal anarchique (1897)
- L'Enseignement de la géographie. Globes, disques globulaires et reliefs (1901)
- L'Homme et la Terre (1905-1908)